# Жидки (Псковская область)
Жидки (Житки, Берёзовка) — запустевшая деревня в Великолукском районе Псковской области России. Входила в Пореченский сельсовет. Сейчас — урочище Житки.

## История
название
На «карте Шуберта» (1867 год) и «карте РККА» (1937 год) носит название Жидки. На послевоенной топографической карте Житки. На карте Госгисцентра от 2010 года урочище Берёзовка.
Деревня Берёзовка Великолукского района была упразднена решением Псковского облисполкома в 1983 году.

## География
Находилась в 4 верстах к западу от деревни Жигари.